# Обскурантизм
Обскуранти́зм (мракобісся, від лат. obscurans — «що затемнює», «що заморочує») — негативне ставлення до освіти і прогресу, відсталість, реакційність.

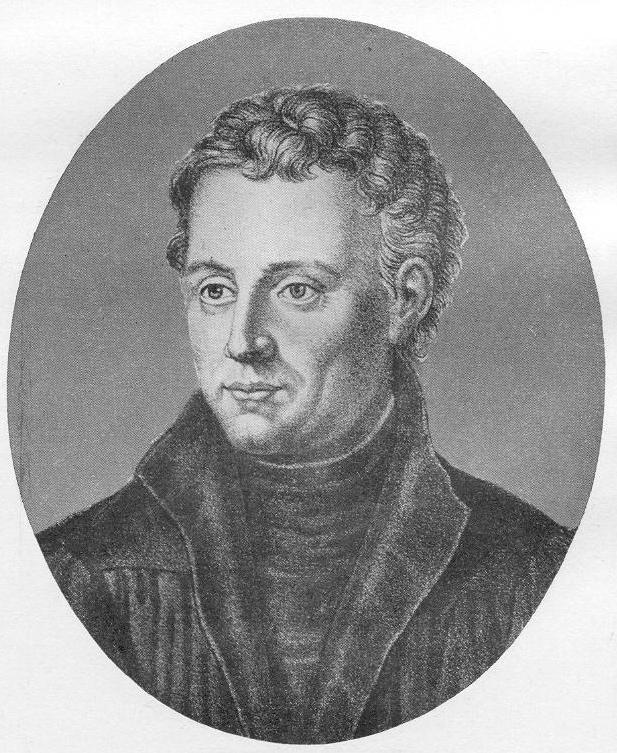
Анти-обскурантист: Йоганн Рейхлін

Термін «мракобесие» виник у Росії XIX століття. У країнах Західної Європи вживається термін «обскурантизм». Центральне місце в мракобіссі посідає захист догм. Оскільки воно було явно лайливим, це слово застосовується не в його конкретному значенні, хоча теоретично можливе його застосування в точному термінологічному змісті.
Російсько-український академічний словник 1924–33 рр. (А. Кримський, С. Єфремов)
Мракобе́сие, Мраколю́бие — обскуранти́зм (-му), неуцтво, темнолюбство, темнобіснування (-ння). [1]

## Етимологія
Етимологія терміна «обскурантизм» походить із французької мови: obscurantisme, чи від латинського obscurans, що означає «потемніння». Це навмисне ухиляння від фактів або повної інформації з деяких питань. Є дві загальні форми історичного та інтелектуального позначення: 1) обмеження знань, спротив розповсюдженню знань, політика приховування знань від громадськості, і, 2) навмисне безвісти-хитромудрий стиль (як і в літературі та мистецтві) характеризується навмисною невизначеністю.
Термін обскурантизм випливає із самої назви сатири XVI століття «Листи темних людей», що заснована на інтелектуальній суперечці між німецьким гуманістом Йоган Рейхліном і домініканськими ченцями, такими, як Йоганн Пфеферкорн, про те, чи всі єврейські книги повинні бути спалені, як нехристиянські. Раніше, в 1509 році чернець Йоганн Пфеферкорн отримав дозвіл від Максиміліана I (1486—1519 рр.), імператора Священної Римської імперії, щоб спалювати всі примірники Талмуду (єврейського закону і єврейської етики).
У вісімнадцятому столітті філософи Просвітництва використовують термін «обскурантизм» («мракобісся»), щоби позначити консервативність ворогів, особливо релігійних ворогів, прогресивних просвітників.